# VI号戦車ティーガーに関連する作品の一覧
VI号戦車ティーガーに関連する作品の一覧（ろくごうせんしゃティーガーにかんれんするさくひんのいちらん）は、第二次世界大戦期のドイツ国防軍の重戦車である、VI号戦車（ティーガーI・ティーガーII）およびバリエーション車種（ヤークトティーガー・シュトルムティーガー・エレファント・ポルシェティーガー等）に関連する作品の一覧である。

## ティーガーI

### 映画

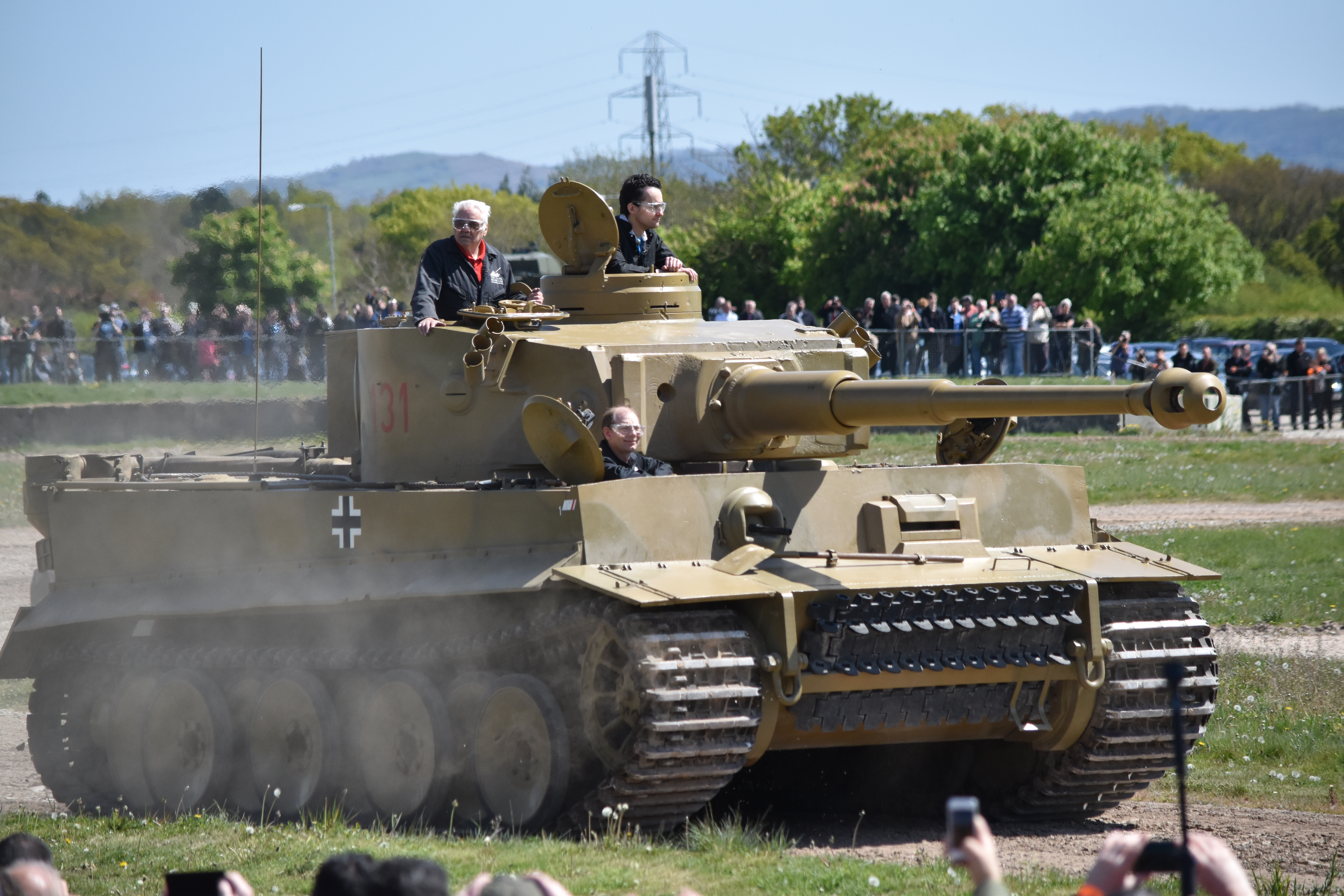
撮影に用いられた、ボービントン戦車博物館所有のティーガーIの動態保存車（通称“131号車”）
2007年4月29日の撮影で、軍事関連のイベントに出演した際のもの

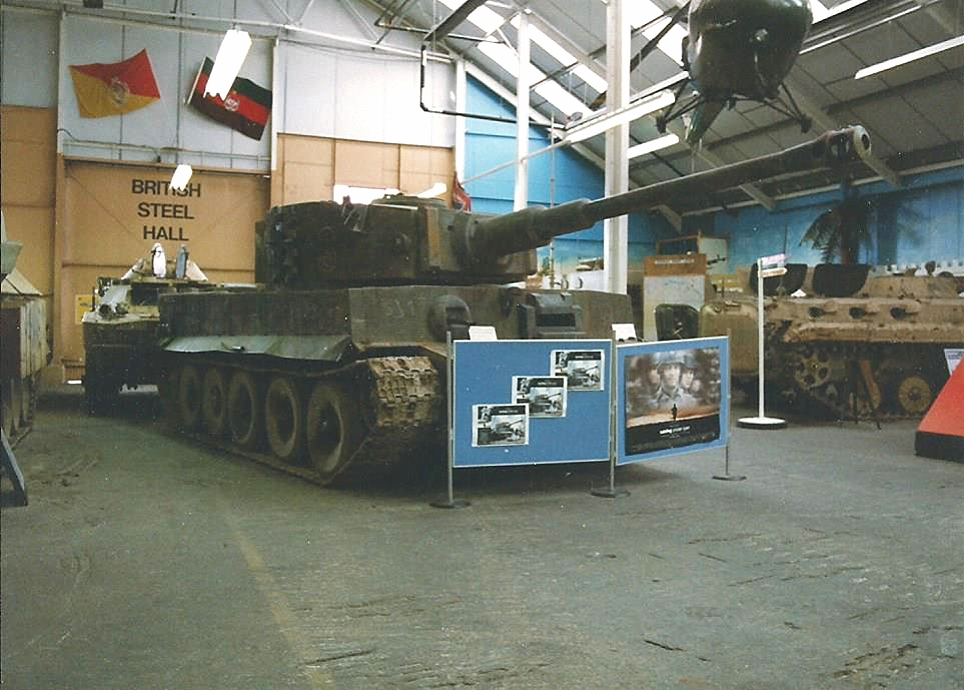
ボービントン戦車博物館に展示されていたT-34改造ティーガーI（初期型モデル）
（1998年3月撮影）

『撃滅戦車隊3000粁』
実車の初期型が1輌登場、シャーマンIIIの部隊との戦闘で撃破され、炎上（車体・砲塔外部で実際に火が燃えている）する。他に後期型が1輌、しかし新規撮影ではなく記録映像を加工した1カットのみ登場する。
『戦略大作戦』
アメリカ軍側にシャーマン戦車でドイツ軍のティーガー戦車と戦闘して地獄を見たという兵士が出てくる他、米軍が狙う銀行を3両のティーガーが護っている。
劇中で使われているものはT-34を改造したレプリカ車両で、この他にもユーゴスラビアで撮影されたいくつかの作品に登場している。
『フューリー』
劇中後半においてM4シャーマンとその派生型で構成される主人公たちの戦車小隊を単独で奇襲する。主人公らの戦車小隊は4両で構成されており、4対1という不利な状況でありながらも奇襲攻撃とその後の交戦で瞬く間に他の3両を撃破し、1対1に主人公たちが乗るM4A2E8「フューリー」を追い込む。フューリーの砲撃を受けてもことごとく弾き返し、3両を瞬時に撃破したことから、操縦手のゴルドからは「モンスター」と呼ばれて恐れられた。しかし、僚車が撃破されている間にフューリーは後ろに回り込むことに成功し、その際に何発か砲撃を行うも、増加装甲として取り付けていた丸太に命中したため撃破を免れ、最終的には後部のエンジンに砲弾を2発撃ちこんでようやく撃破に成功する。その際に乗員2人が脱出し、戦車長が拳銃で応戦するが、戦車長は主人公のブローニングM1919によって、脱出した乗員はフューリーの戦車長ウォーダディーのStG44によってそれぞれ射殺された。
撮影には1943年に北アフリカで鹵獲され、イギリスボービントン戦車博物館に収蔵されている、唯一稼働状態にある実車（通称「タイガー131」）が使われた。実車の他、シーンによっては装甲兵員輸送車の車体に車体上部と砲塔を新造したレプリカを載せたものを用いて撮影され、ポストプロダクションで走行装置と履帯の部分を実車のものに合成して構成されている。
『プライベート・ライアン』
後半の橋を巡る戦闘で初期型と後期型、2両が登場する。初期型は米軍兵士の靴下爆弾による攻撃で履帯を切断され、行動不能に陥った上に取り付いた米軍兵士らによって内部にマークII手榴弾を投げ入れられて無力化する。後期型はM1A1 バズーカを撃ち込まれても全て弾くという頑強さを見せ、橋を渡って後退する米軍を追撃するが、P-51D マスタングによる爆撃を受け、撃破される。
撮影に用いられたものはT-34を改造したレプリカ車両（前述『戦略大作戦』に登場したものとは異なる）で、それぞれ初期型と後期型に似せて作られている。
『ホワイトタイガー ナチス極秘戦車・宿命の砲火』
主人公たちのT-34戦車中隊を単独で奇襲し、多数を撃破する活躍を見せる。
公開前には、ロシアで完全に新造されたレプリカ車両が登場するとの情報があったが、実際に劇中で使われているのはIS-2を改造したレプリカ車両である。
『ヨーロッパの解放』
ドイツ軍の主力戦車として全編を通して登場し、度々ソ連軍のT-34と戦闘を行う。
一見すればティーガーIそのものに見える、非常に完成度の高いレプリカ車両で、T-44を改造したものである。この車両はその後もソビエト/ロシアで撮影された戦争映画に度々登場している。

### 漫画・アニメ
『イブの息子たち』
見開きでロンドンの大通りを大群で進撃する。うち1両は『エロイカより愛をこめて』の主要人物、エーベルバッハ少佐の父親が指揮を執っている。
『ガールズ&パンツァー』
黒森峰女学園の所有戦車、フラッグ車として登場。同校戦車道チーム隊長、西住まほの搭乗車。黒森峰副隊長時代の西住みほの愛車でもある。
『ガールズ&パンツァー 劇場版』
黒森峰女学園の使用戦車として登場。引き続き黒森峰女学園隊長、西住まほが搭乗。
『ガールズ&パンツァー 最終章』
引き続き黒森峰女学園の所有戦車として登場。
『カンプグルッペZbv』
物語後半、再編成中の懲罰部隊Zbvが、整備中隊で修理されていたティーガーIを接収し、12両で重戦車中隊を編成する。
『ココロ図書館』
アニメ版第11話で登場。
『こちら葛飾区亀有公園前派出所』
タイガー刑事が操縦する戦車として登場する。
『魁!!男塾』
アニメ版第5話「今度は戦争だ？あぶない塾長江田島の仁義なき戦い」で、楽享大学応援団に拉致された塾生と教官を救出するため、男塾塾長江田島平八がティーガーIに乗って楽享大学を襲撃し、学舎を全壊させている。ちなみにこのアニメ5話に該当する原作で江田島が乗っていたのは74式戦車。
『シェイファー・ハウンド』
物語の主力車両。たった1両だが対戦車車両がIII号突撃砲初期型しか無かった部隊へ、待望の新機材として到着する。
『ストライクウィッチーズ』
劇場版およびテレビアニメ第3期「ROAD to BERLIN」にカールスラント軍の戦車として登場。作中随所でネウロイと交戦する様子が描かれる。
『てんしちゃんとあくまくん』
2巻に登場。
『独立戦車隊』
プロローグ「TANKS」に登場し、赤軍のT-34を撃破する。
『ハッピータイガー』
漫画版、小説版両方に登場。元大日本帝国陸軍軍人であった主人公が武装親衛隊の戦車兵となり、砲塔に「倒福」のマーキングをしたティーガーI（ハッピータイガー）に乗り込んで、東部戦線や西部戦線を歴戦し、最後はビルマ（ミャンマー）で戦う。
『プラモ狂四郎』
ライバルキャラの1人である景山陽の初戦での使用プラモデルとして登場しており、主人公の四郎に初めて土をつけた。
『平成天才バカボン』
第3回（第5話）「天才ハジメちゃんなのだ」において、騙されてハジメちゃんを盗まれた事に気付いたバカボンのパパがハジメちゃんを取り返そうとする際、バカ田大学戦争ごっこ研究会所属の後輩であり秩父の山奥で埼玉県と戦っている「埼玉イヤオ君」から戦車を借りて乗り込んでいくシーンに登場する。
『放課後アサルト×ガールズ』
フタナ軍の重戦車として3両が登場。無線の対応からイヨガミではなく、人間が操作している模様。麾下の2両は対戦車地雷を投擲されて撃破され、残る指揮官車はジープをぶつけられる。
『陸上防衛隊まおちゃん』
AIを内蔵した白色のサポートメカ「みーくん」として登場。走る実物大プラモデルで、主砲などの武器類は「危ない」として全てダミー。

### 小説
『波動大戦』（大幅改定版：『超時空イージス戦隊』）
戦艦「武蔵」売却金の一部で20両（『超時空イージス戦隊』では50両）が大日本帝国に譲渡され、フィリピン戦線でアメリカ軍のM4中戦車を圧倒する。
『遙かなる星』
大日本帝国陸軍中尉時代の原田克也が武官として訪れた第二次世界大戦中のドイツにて、ドイツ軍の戦車として登場。ベルリン郊外の演習場にて原田克也たちドイツの同盟国武官らに公開される。

### ゲーム
『R.U.S.E.』
ドイツの重戦車として登場。
『Tank Troopers』
デフォルメ化されたものが登場。52,000G（Gはゲーム内通貨）を支払うと選択可能となる。
『War Thunder』
ドイツ陸軍の重戦車として初期型(H1)および後期型(E)が登場。後期型のみAPCR弾装備可能。大日本帝国のプレミアム車両として中期型が六号重戦車として登場。
『World of Tanks』『World of Tanks Blitz』
Tiger 1をドイツ重戦車Pz.Kpfw. VI Tigerとして開発可能（モデリングは後期型準拠）。また、同じくTiger2をドイツ重戦車Pz.Kpfw  VI tiger Ausf B として開発可能（砲塔のモデリングは、初期状態は、ポルシェ砲塔{史実のポルシェティーガー2の砲塔}、研究を進めていくとヘンシェル砲塔になる）また、史実では搭載されていない、105mm長砲身が搭載できる。チュニジア戦線で英軍に鹵獲され、現在、ボービントン戦車博物館で動態保存されている131号車をモデルとした、ドイツ重戦車Tiger 131が販売された。また、日本重戦車Heavy Tank No.VIとして販売（モデリングは前期型準拠）(World of Tanks Blitzでは販売なし)。さらに、プレミアム車両としてTiger217として販売している。（モデリングは後期型準拠）(こちらもWorld of Tanks Blitzでは販売なし)。
『アドバンスド大戦略』
ゲームで最もティーガーの性能を反映できたものである。
『コール オブ デューティシリーズ』
『CoD』
ドイツ軍の戦車として登場する。
『CoD:UO』
ドイツ軍の戦車として登場する。
『CoD2』
ドイツ軍の戦車として登場する。
『CoD3』
ドイツ軍の戦車として登場する。

『コンバットチョロQ』
ドイツ1タンクとして登場。また、アリーナのミドルクラスの4番目の敵としても登場。
『スナイパーエリートV2』
ドイツ国防軍が使用する。ゲームでは車体前面左側の操縦士用覗き窓（実際には防弾ガラスが入っている）を狙撃する事で操縦士を倒すことが可能。
『トータル・タンク・シミュレーター』
E型がドイツの重戦車TIGER Iとして登場する。
『バトルフィールド』シリーズ
『BF1942 』
ドイツ軍の重戦車として登場する。
『BFV』
マルチプレイでドイツ軍の重戦車として登場。シングルプレイ「最後の虎」にも初期型(H1)が登場する。

『パンツァーフロント』
ヴィットマンのヴィレルボカージュの戦いを始め、クルスクの戦い、バルジの戦い等に登場する。
『パンツァーフロント Ausf.B』
フランス戦線と北アフリカ戦線が舞台であり、実際には運用の項にあるようにアフリカには少数しか投入されず、おまけとしての意味合いが強い。
『ブルーアーカイブ -Blue Archive-』
登場キャラクターの一人、ゲヘナ学園の棗イロハのEXスキルとして「虎丸」と名付けられたものが登場。
アニメーションPVやイベントグラフィックにも登場している。なお、PV他で描かれているものは、防盾右側の同軸機銃発射孔が省略されている。
『虫けら戦車』
3DSソフト。使用はできないが発煙筒も再現されており、星形アンテナ付の指揮戦車も登場する。

## ティーガーII

### テレビ番組
『恐竜大戦争アイゼンボーグ』
日本の防衛隊の戦車として登場。

### 漫画・アニメ
『あゝ我らがミャオ将軍』
第22話「22.ミャオ、輸出をするの巻」に登場。コルドナ共和国軍の装備であったが外貨獲得のために売却される。
『ガールズ&パンツァー』
黒森峰女学園の所有戦車としてヘンシェル砲塔搭載型が登場。副隊長の逸見エリカが搭乗している。
『ガールズ&パンツァー 劇場版』
黒森峰女学園の所有戦車として登場。引き続き副隊長の逸見エリカが搭乗している。
『ガールズ&パンツァー 最終章』
引き続き黒森峰女学園の所有戦車として登場。今作から隊長車になっている。
『黒騎士物語』
主人公が所属する部隊である軍直属戦車中隊「黒騎士中隊」に配備されて活躍する。
『最前線』（のちに『二世部隊物語』に改題）
望月三起也著、日系アメリカ人で編成されたアメリカ陸軍の部隊で、いわゆる「二世部隊」に所属する兵士を主人公とした漫画。4巻第1話「鬼軍曹」で登場。バルジの戦いで「むかうところ敵なし」の活躍でアメリカ軍戦車を撃破する。
『戦場まんがシリーズ』
シリーズの一編「ラインの虎」にて登場。ライン川西岸で戦うドイツ戦車隊の所属車両。
『戦場ロマン・シリーズ』
シリーズの一編「王者（ファラオ）の砂丘」にて登場。北アフリカ戦線に試作重戦車として送られてくるが、車体と砲塔が別々の輸送機に載せられており、車体のみ受領した主人公達は砲塔搭載の不時着機を砂漠で探し回る羽目になる。
『秘密探偵JA』
13巻「幻のハーケンクロイツ」で登場。秘密組織「幻のハーケンクロイツ」の所属兵器として、物語冒頭でホテルを複数車両で襲撃する。
『ルパン三世 (TV第2シリーズ)』
第20話「追いつめられたルパン」で某独裁国家の戦車として登場。古城に立て籠もったルパンと不二子に対して古城への砲撃を行い、2人を自決寸前まで追い込むが、独裁者の肖像を大きく描いた気球で救出に駆けつけた次元と五ェ門によって失敗に終わる。
『孔雀王』
第12巻「聖杯編」でドイツ第4帝国のラストバタリオンの戦車として登場、ロボットの兵士と主人公の孔雀と仲間たちを攻撃したがロボット兵士ともども全滅した。

### 小説
『鏖殺の凶鳥』（文庫名：『凶鳥〈フッケバイン〉 ヒトラー最終指令』）
武装親衛隊が使用。ドイツ領内に墜落した国籍不明機の回収任務に派遣されたティーゲル戦闘団が4両を装備している。
『同志少女よ、敵を撃て』
ケーニヒスベルクの戦いで登場し、ソ連軍のSU-152を撃破する。主人公からは「パンター二型だかティーガーII」と曖昧に呼ばれている。
『遙かなる星』
大日本帝国陸軍中尉時代の原田克也が武官として訪れた第二次世界大戦中のドイツにて、原田がペーネミュンデ陸軍兵器実験場に移動する途中で目撃する。

### ゲーム
『R.U.S.E.』
ドイツの重戦車として登場。
『Tank Troopers』
デフォルメ化されたティーガーIIが登場。62,000GG（Gはゲーム内通貨）を支払うと選択可能となる。
『War Thunder』
ドイツ陸軍の重戦車としてポルシェ砲塔搭載型・ヘンシェル砲塔搭載型が登場。また、10.5cm砲搭載型・ディーゼルエンジン搭載型も登場。
『World of Tanks』『World of Tanks Blitz』
ドイツ重戦車Pz.Kpfw. Tiger IIとして登場。
『コール オブ デューティシリーズ』
『CoD:FH』
ドイツ軍の戦車としてヘンシェル砲塔搭載型が登場する。
『CoD3』
ドイツ軍の戦車として登場する。
『CoD:WaW』
ドイツ軍の戦車として迷彩を施されたものが登場する。
『CoD:BO3』
ドイツ軍の戦車としてゾンビモードとキャンペーンに登場する。

『新コンバットチョロQ』
プレイヤーが使用可能な「Qタンク」として登場。また、ポルシェ砲塔搭載型が敵国家であるQシュタイン帝国の幹部のQタンク「ゴルヒチン大尉」としても登場する。
『コンバットチョロQアドバンス大作戦』
最初のミッションで主人公（Qタロー）と出会い、最初の仲間となるキャラクター、シュタイナーの戦車として登場。

『トータル・タンク・シミュレーター』
へンシェル砲塔型がドイツとイタリアの改重戦車TIGERIIとして登場。
『パンツァーフロント』
ヘンシェル砲塔搭載型が登場。
『虫けら戦車』
3DSソフト。ポルシェ砲塔搭載型が登場する。

## ヤークトティーガー

### 漫画・アニメ
『ガールズ&パンツァー』
黒森峰女学園の所有戦車として登場。小島エミが車長となっている。
『戦場まんがシリーズ』
シリーズの一編「沈黙の虎」に登場。主砲でアメリカ軍のジープと偵察部隊を丘ごと吹き飛ばしている。

### 小説
『鏖殺の凶鳥』（文庫名：『凶鳥〈フッケバイン〉 ヒトラー最終指令』）
武装親衛隊が使用。ドイツ領内に墜落した国籍不明機の回収任務に派遣されたティーゲル戦闘団が2両を装備している。

### ゲーム
『Tank Troopers』
デフォルメ化されたヤークトティーガーが登場。G（Gはゲーム内通貨）を68,000G支払うと選択可能となる。
『War Thunder』
ドイツ陸軍の駆逐戦車として登場。
『World of Tanks』『World of Tanks Blitz』
ドイツ駆逐戦車Jagdtigerとして登場。
『鋼鉄の騎士』、『鋼鉄の騎士II』
上記2作品に指揮可能戦車として特定のシナリオにヤークトティーガーが登場する。
『コンバットチョロQ』
ドイツ1タンクとして登場。また、アリーナのミドルクラスの20番目の敵としても登場。
『新コンバットチョロQ』
プレイヤーが使用可能な「Qタンク」として登場。
また、敵国家であるQシュタイン帝国の幹部のQタンク「ボルゾル元帥」としても登場する。
『トータル・タンク・シミュレーター』
ドイツとイタリアの重駆逐戦車JAGDTIGERとして登場。
『パンツァーフロント』
ルーデンドルフ鉄橋争奪戦のマップに登場する。

## シュトルムティーガー

### 漫画・アニメ
『ガールズ&パンツァー 劇場版』
秋山優花里が所持しているスマートフォンに、博物館にて幼少期の頃に撮影した写真が存在している。

### 小説
『鏖殺の凶鳥』（文庫名：『凶鳥〈フッケバイン〉 ヒトラー最終指令』）
武装親衛隊が使用。ドイツ領内に墜落した国籍不明機の回収任務に派遣されたティーゲル戦闘団が1両を砲兵の代わりに装備している。

### ゲーム
『R.U.S.E.』
ドイツの突撃砲として登場。
『コンバットチョロQ』
アリーナのボスクラスの1番目に登場。
『新コンバットチョロQ』
プレイヤーが使用可能な「Qタンク」として登場。
また、敵国家であるQシュタイン帝国の幹部のQタンク「ドニゲッテル少将」としても登場し、作中最大の単発火力を誇るグレートブラスターでも仕留め切れないほどに高い耐久力でプレイヤーに立ちはだかる。
『コンバットチョロQアドバンス大作戦』
戦車図鑑のNO.21に登場する。また、重機動型タンク（車体）とロケット砲の2つのパーツを組み合わせると戦車図鑑のNO.21と同じデザインになり、敵としても登場する。
『トータル・タンク・シミュレーター』
ドイツのロケット戦車STURMTIGERとして登場。
『バトルフィールド』シリーズ
『バトルフィールド1942 シークレット・ウェポン』
ドイツ軍の追加重戦車として登場する。
『バトルフィールドV』
ドイツ軍側で分隊長の要請により使用可能。広い爆発範囲と長い装填時間が特徴。
『WarThunder』
イベント報酬として登場

『World of Tanks』
通常ツリーはCS版のみの登場、本車輌はTier10に位置する。開発ルートにはブルムベアなどの史実も登場する。
PC版では2014年から2015年にかけて、通常開発ツリーに導入する計画があったが、未実装のまま計画は消えてしまった。
しかし2020年6月17日から6月24日までに開催されたイベント『伏せる虎』に期間限定で登場し、イベント終了まで使用できた。
通常ツリーに実装予定だったため本車輌のデータやモデルなどはゲーム内に存在する。

## エレファント

### 漫画・アニメ
『ガールズ&パンツァー』
黒森峰女学園が使用。
『こちら葛飾区亀有公園前派出所』
104巻3話「プリクラ大作戦2の巻」のラストに登場。大原部長が「707 BUCHO」とマーキングされたエレファントで派出所に乗り込む。
コマの隅の注釈では、エレファントを68tの「世界最大の重戦車」としているが、正確には「世界最大の駆逐戦車」である（エレファントと同時期に限定しても、マウスがさらに大形の重戦車となる）。
『てんしちゃんとあくまくん』
2巻に登場。
『幽霊軍団』
松本零士のSF短編。放棄されたエレファントに乗ったドイツ兵が、謎の女性と共にたった1両で米機甲師団に挑む。しかし、米軍には無数のエレファント軍団が目に映っていた。

### 小説
『鏖殺の凶鳥』（文庫名：『凶鳥〈フッケバイン〉 ヒトラー最終指令』）
ドイツ国防陸軍が使用。作品序盤にてソ連軍と交戦する。

### ゲーム
『War Thunder』
ドイツ陸軍の駆逐戦車としてフェルディナントという名称で登場。また機銃やキューポラなどがついた車両が課金車両でエレファントという名称で登場している。
『World of Tanks』『World of Tanks Blitz』
ドイツ駆逐戦車Ferdinandとして開発可能。
Blitz版では車長キューポラなどを装備したものが、コレクター車輌としてElefantという名称で登場
『コール オブ デューティ:ユナイテッド オフェンシブ』
ドイツ軍の駆逐戦車として、迷彩を施された車両が登場する。
『コンバットチョロQ』
ドイツ1タンクとして登場。また、アリーナのミドルクラスの19番目の敵としても登場。
『新コンバットチョロQ』
プレイヤーが使用可能な「Qタンク」として登場。

『トータル・タンク・シミュレーター』
ドイツの重駆逐戦車ELEFANTとして登場。
『パンツァーフロント』
クルスク戦に登場するが、名称は「エレファント」となっている。

## VK 45.01(P) ポルシェティーガー

### 映画
『立喰師列伝』
映画版に登場。

### 漫画・アニメ
『ガールズ&パンツァー』
第10話以降および劇場版にレオポンさんチーム（自動車部チーム）使用車両として登場。みほとまほの1対1の戦いのために他の戦車の足止めをする重要な役割も果たした。
『ガールズ&パンツァー 劇場版』
レオポンさんチームが引き続き搭乗している。EPSを取り付け、スピードを格段に上げている。
『ガールズ&パンツァー 最終章』
レオポンさんチームが引き続き搭乗している。

『宮崎駿の雑想ノート』
単行本制作時に書き下ろされた「豚の虎」において本車を装備した架空の実験小隊の東部戦線での悪戦苦闘が描かれている。作品制作当時は実戦投入をされていなかった、というのが定説であり、設定はクルスクの戦い直後。

### ゲーム
『War Thunder』
ドイツ陸軍の重戦車としてVK4501(P)と指揮戦車であるPz.Bfw.IV(P)が登場。
『World of Tanks』
『World of Tanks Blitz』
ドイツ重戦車Pz.Kpfw. VI Tiger (P)の名称で登場。
『コンバットチョロQ』
ドイツ2タンクとして登場。また、アリーナのミドルクラスの12番目の敵としても登場。
『新コンバットチョロQ』
プレイヤーが使用可能な「Qタンク」として登場。
『鈍色の攻防』
グスタフ帝国軍の試作戦車「フェルデナント」として登場。

## VK 45.02(P)

### ゲーム
『World of Tanks』
VK45.02(P) Ausf. AおよびVK 45.02(P) Ausf. Bが開発可能。

## VK 30.01(H) 12.8cm自走砲

### ゲーム
『World of Tanks』
ドイツ駆逐戦車「Sturer Emil」として開発可能。
『War Thunder』
ドイツ陸軍の自走砲として登場。

## ベルゲティーガー

### 漫画・アニメ
『ガールズ&パンツァー』
『ガールズ&パンツァー 最終章』
第4話に日本戦車道連盟保有の戦車回収車として登場。